# Mikael Ahlström
Mikael Carl Anders Ahlström, född 30 september 1956, är en svensk företagare.
Mikael Ahlström utbildade sig till civilekonom på Lunds universitet och studerade också senare på INSEAD i Fontainebleau i Frankrike. Han har arbetat på Svenska handelskammaren i New York och var under första hälften av 1980-talet chef för det amerikanska företaget ESI Coal Inc. 
År 1986 grundade han det svenska riskkapitalföretaget Procuritas Partners AB, där han är partner.
Mikael Ahlström är medgrundare till Stiftelsen Chelha, som instiftades 2008 och som främjar utbildning och demokratiutveckling. Han har också tagit initiativ till bildandet av föreningen och webbplatsen Charity Rating år 2005, vilken syftar till att informera potentiella bidragsgivare om ideella organisationer.